# Iwan Dmitrijewitsch Papanin

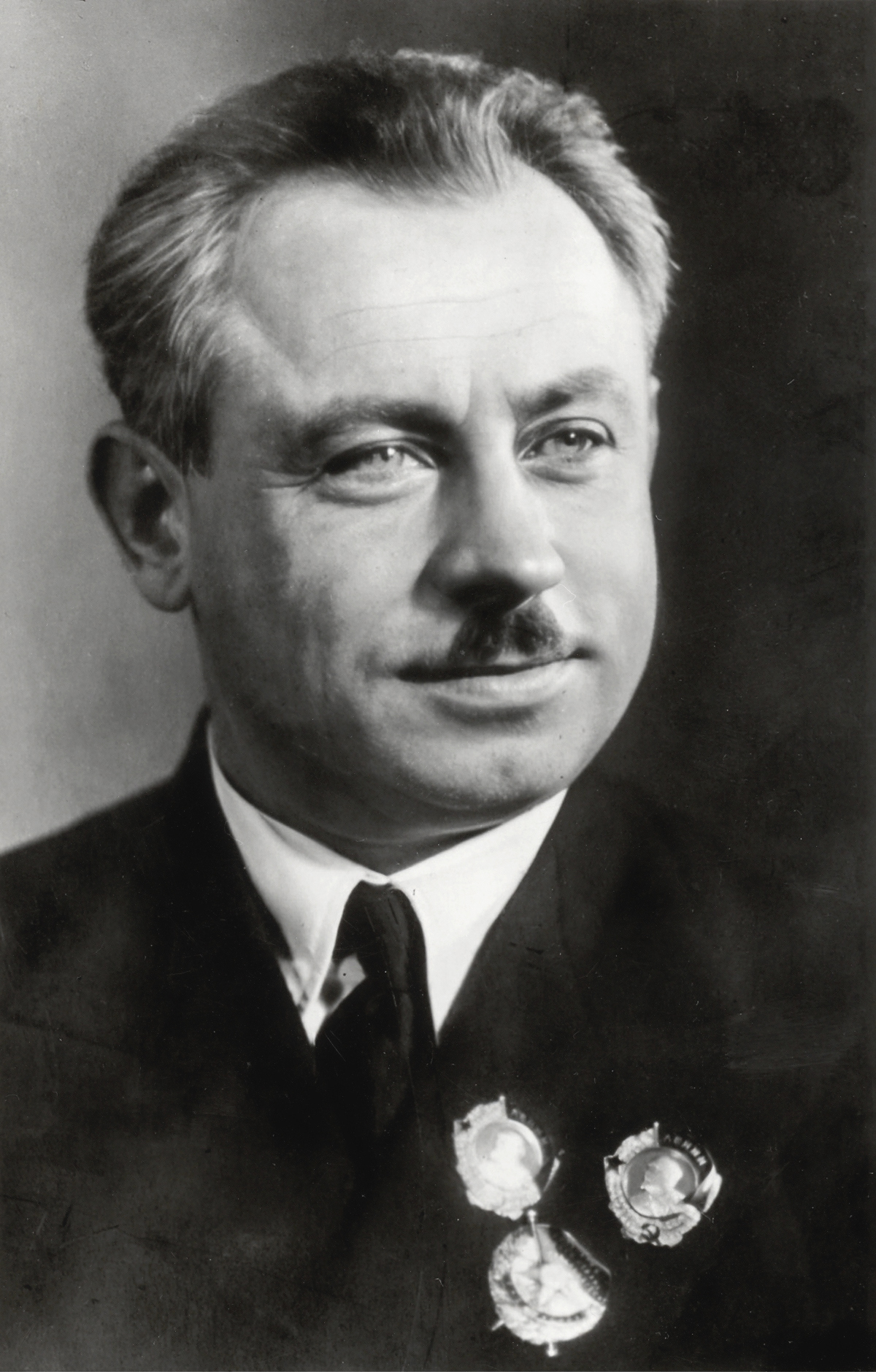
Iwan Papanin

Iwan Dmitrijewitsch Papanin (russisch Иван Дмитриевич Папанин, wiss. Transliteration Ivan Dmitrievič Papanin; * 14. Novemberjul. / 26. November 1894greg. in Sewastopol; † 30. Januar 1986 in Moskau) war ein sowjetischer Polarforscher und leitete die Expedition Nordpol-1, bei der 1937 vermutlich zum ersten Mal Menschen das Umfeld des geographischen Nordpols betraten.

## Kindheit
Iwan Papanin wuchs in einer armen Familie am Stadtrand von Sewastopol auf. Sein Vater Dmitri Papanin arbeitete als Matrose, hatte jedoch kein festes Einkommen. Die Mutter Sekletinja Petrowna war Näherin; von den neun Geschwistern blieben sechs am Leben. Der Junge tauchte im Hafen nach Münzen, die Touristen von den Schiffen warfen. Die vier Pflichtschuljahre schloss er mit einer so hervorragenden Prüfung ab, dass er auf Staatskosten weiter den Unterricht hätte besuchen können, doch der Vater nahm ihn von der Schule. Er wurde Lehrling in einer Werkstatt, die Navigationsinstrumente für die Schwarzmeerflotte fertigte, wo er zum Dreher ausgebildet wurde. Mit 18 Jahren ging er nach Reval, um auf einer Schiffswerft zu arbeiten.

## Revolution
Im November 1914 wurde Papanin auf der Krim zur Marine einberufen, bei der er die Februar- und die Oktoberrevolution miterlebte. Im Bürgerkrieg war er zunächst als einfacher Soldat der Roten Garde an den Kämpfen beteiligt und leitete dann zwei Jahre lang die Reparaturwerkstatt einer Panzerzugbrigade bei der 12. und 14. Armee. Bereits 1919 wurde er Parteimitglied der KPR(B). Im August 1920 kehrte er auf die Krim zurück und schlug sich zu den Partisanen durch, für die er Waffen schmuggelte.
Nach der Eroberung der Krim wurde er im November 1920 zum Kommandanten der dortigen Tscheka berufen. Nach vielen Angaben arbeitete Papanin in der Tscheka unter der Führung von Rosalija Semljatschka, einer der Organisatoren des Roten Terrors auf der Krim. 1920 und 1921 wurden auf der Krim Tausende von Anhängern und mutmaßlichen Anhängern der Weißen Armee und deren Familienmitglieder von den Bolschewiken ermordet, wobei die Tscheka in diesem Prozess die zentrale Rolle spielte.
Wenig später wurde er Sekretär des Revolutionären Kriegsrates der Schwarzmeerflotte und ging schließlich im April 1922 als Kommissar der Hauptverwaltung Seetechnik und -wirtschaft nach Moskau, wo er demobilisiert wurde.

## Erste Arktiserfahrungen
Als Leiter der Zentralverwaltung im Volkskommissariat für Post- und Fernmeldewesen kam Papanin zum ersten Mal mit der Arktis in Berührung. Er hatte als stellvertretender Bauleiter eine Großfunkstelle am Aldan in Jakutien zu betreuen, die in der Hälfte der veranschlagten Zeit fertiggestellt wurde. 1931 ergab sich wieder eine Gelegenheit, in die Arktis zu reisen: Die „Internationale Studiengesellschaft zur Erforschung der Arktis mit dem Luftschiff“ (Aeroarctic), die von deutschen und sowjetischen Wissenschaftlern dominiert wurde, unternahm mit dem Luftschiff LZ 127 „Graf Zeppelin“ eine Expedition in die sowjetische Arktis. Dabei wurde auch Franz-Josef-Land angeflogen, wo zur Finanzierung der Unternehmung Post mit dem Eisbrecher Malygin ausgetauscht werden sollte. Papanin erhielt den Auftrag, auf dem Schiff eine Sonderpoststelle einzurichten. Das Erlebnis begeisterte ihn so, dass er sich am Arktisinstitut der UdSSR bewarb: Er wurde für das 2. Internationale Polarjahr 1932/33, zu dessen Anlass die Sowjetunion zahlreiche neue Polarstationen einrichtete, zum Leiter der Station in der Tichajabucht der Hooker-Insel ernannt. Dort überwinterte er zum ersten Mal in der Arktis.
Neben dem Aufbau der Station konnten die Wissenschaftler bereits zahlreiche Funkuntersuchungen der Erdatmosphäre unternehmen und dabei verfolgen, wie sich Funkwellen durch Reflexion an der Ionosphäre ausbreiten. Es gelang ihnen, die Lage der Tropopause zwischen Troposphäre und Stratosphäre zu bestimmen. Außerdem erstellten sie eine Strahlungsbilanz im Jahresverlauf unter arktischen Bedingungen und beobachteten starke Magnetanomalien auf Franz-Josef-Land. Bei einer erneuten Kartierung stellte sich heraus, dass viele der Inseln bisher falsch in den Karten verzeichnet waren.

## Am Kap Tscheljuskin

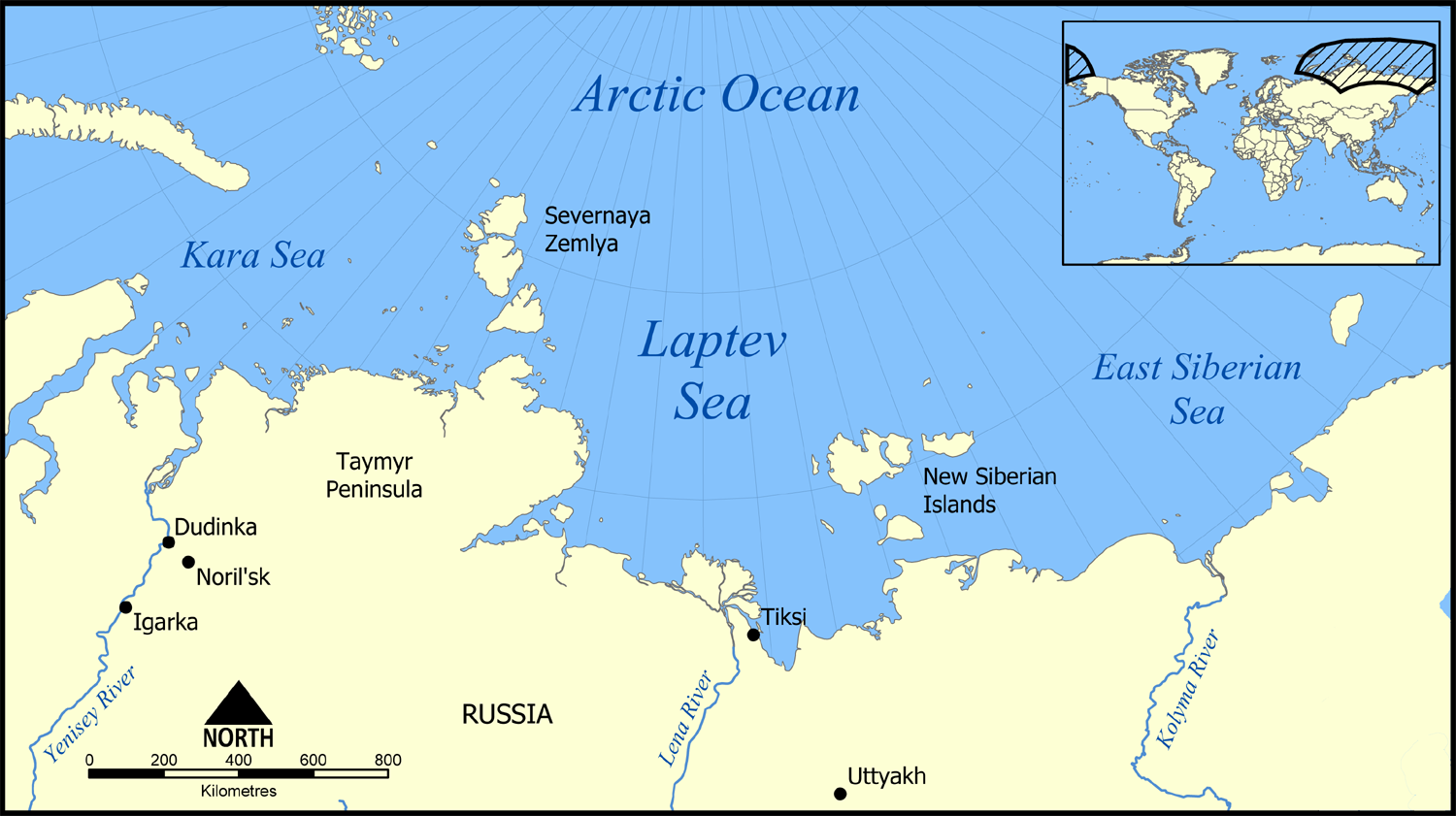
Die Taimyrhalbinsel (linke Kartenhälfte)

1934 erhielt Iwan Papanin den nächsten Auftrag: Er sollte am nördlichsten Punkt des asiatischen Festlands – Kap Tscheljuskin auf der Taimyrhalbinsel – die vorhandene Polarstation ausbauen. Die Stelle war von strategischem Interesse, weil die angrenzende Wilkizkistraße die einzige halbwegs eisfreie Verbindung zwischen Karasee und Laptewsee darstellt. Noch im selben Sommer wurden dort Wohnhäuser und Depots, wissenschaftliche Stationen und ein Windrad aufgebaut und von da ab täglich hydrologische, meteorologische und geophysikalische Meldungen an das Arktisinstitut durchgegeben. Wieder überwinterte die Gruppe und erkundete im nächsten Frühjahr mit drei Flugzeugen die Eisverhältnisse in der Wilkizkistraße. Papanin hat an solchen Unternehmungen auch immer Frauen beteiligt, in diesem Fall die Geophysikerin Anna Viktorowna Fjodorow sowie seine spätere Ehefrau Galina Kirillowna, damals erst die dritte bzw. vierte Frau in der sowjetischen Arktisforschung.

## Expedition zum Nordpol
1936 beschloss das Politbüro, zum zwanzigsten Jubiläum der Oktoberrevolution eine Eisdriftstation am Nordpol einzurichten. Zahlreiche technische Probleme mussten geklärt werden, unter anderem waren noch nie sowjetische Flugzeuge auf driftendem Eis gelandet. Zum Leiter der Expedition wurde Iwan Papanin ernannt. Er wurde von dem Geophysiker und Meteorologen Jewgeni Fjodorow, dem Ozeanologen Pjotr Schirschow sowie dem Funker Ernst Krenkel begleitet.
Als Erstes wurde auf der Rudolfinsel von Franz-Josef-Land, die 900 Kilometer vom Nordpol entfernt liegt, eine Polarstation eingerichtet. Am 5. Mai 1937 überflog zum ersten Mal ein sowjetisches Flugzeug Tupolew PS-7 mit dem Piloten Pawel Golowin auf einem Aufklärungsflug den Pol. Am 21. Mai 1937 nahm eine ANT-6 unter dem Kommando von Michail Wodopjanow mit dem Navigator Walentin Akkuratow Kurs auf den Pol und landete in dessen Nähe bei 89° 25′ Nord und 78° 40′ West um 11:35 Uhr Moskauer Zeit. Der Journalist und Kameramann Mark Trojanowski sprang zuerst aufs Eis. In 274 Tagen driftete „Nordpol-1“ 2500 Kilometer weit die Ostküste von Grönland entlang, bevor die Expedition auf 70° 54′ nördlicher Breite wieder von einem Eisbrecher aufgenommen wurde. 
Papanin ging immer davon aus, dass der US-Amerikaner Robert Peary als erster den Nordpol erreicht hatte. Da aber dessen sowie Frederick Cooks Priorität inzwischen angezweifelt werden, hatte wohl die von Papanin geleitete Expedition zum ersten Mal Menschen auf das Eis in die Nähe des Nordpols gebracht. Das Eis am tatsächlichen Nordpol erreichte vermutlich erstmals eine von Alexander Kusnezow geleitete Expedition im Jahr 1948.

## Hauptverwaltung Nördlicher Seeweg
Durch seine Nordpolexpedition war Iwan Papanin zu einem der populärsten Sowjetbürger der Stalinzeit geworden. Die folgenden Vortragsreisen nahmen ihn allerdings derartig mit, dass er 1938 einen Herzinfarkt erlitt. Trotzdem wurde er im selben Jahr zum stellvertretenden Leiter der Hauptverwaltung Nördlicher Seeweg berufen, ein Jahr später zu deren Leiter. Seine erste Aufgabe war der Bau einer Schiffsreparaturwerft in Murmansk, wofür er über die Presse 20.000 Jugendliche mobilisierte. In der Schifffahrtsperiode 1939 befuhr er den gesamten Nördlichen Seeweg von West nach Ost und wieder zurück. Außerdem war er Mitglied der Revisionskommission des Zentralkomitees der KPdSU, Deputierter des Obersten Sowjets der UdSSR sowie des Moskauer Stadtsowjets.

## Krieg in der Arktis
Während des Finnisch-Sowjetischen Kriegs organisierte Papanin die Militärtransporte auf dem Weißen Meer. 1941/42 im Deutsch-Sowjetischen Krieg wurde er in Archangelsk eingesetzt, wo er mehrere Häfen ausbauen ließ, über die der Nachschub der Alliierten im Rahmen des „Lend Lease Act“ lief. Auch den Hafen von Murmansk ließ er trotz dessen Nähe zur Front wieder instand setzen, weil dieser auch im Winter eisfrei war. 1943, zum Konteradmiral ernannt, verbrachte er im östlichen Abschnitt des Nördlichen Seewegs, um die Überführung von Flugzeugen aus den USA zu organisieren. Außerdem liefen auch einige Geleitzüge aus dem Osten kommend durch den Nördlichen Seeweg (detaillierte Beschreibung der Kriegsaktivitäten im Artikel Hauptverwaltung Nördlicher Seeweg). Ab 1944 bekam Iwan Papanin wegen seiner Herzkrankheit so starke Probleme, dass er schließlich 1946 die Leitung der Hauptverwaltung Nördlicher Seeweg aufgeben musste.

## Aufbau der sowjetischen Forschungsflotte
Im Herbst 1948 besuchte ihn sein Kamerad von der Nordpolexpedition Pjotr Schirschow, der inzwischen unter anderem das Institut für Ozeanologie an der Akademie der Wissenschaften leitete, und schlug ihm vor, sein Stellvertreter zu werden, zuständig für Expeditionen. Ein Motorfrachtschiff wurde zum ersten Forschungsschiff umgebaut und auf den Namen Witjas (Recke) getauft. In 60 Fahrten hat das Schiff ab 1949 vor allem den Pazifik und den Indischen Ozean erforscht; fast jeder sowjetische Ozeanologe hat auf der Witjas gelernt. Ein Schwerpunkt der Arbeit lag auf der Erforschung der Laich- und Fangplätze wichtiger Nutzfischarten. Später wurde für Papanin eine Abteilung für Meeresexpeditionen beim Präsidium der Akademie der Wissenschaften eingerichtet.
Zunächst ließ er alte Fischfangschiffe für Expeditionen umrüsten; 1952 kamen zehn Kleintrawler aus der DDR hinzu. Zur Vorbereitung auf das Internationale Geophysikalische Jahr 1957/58 wurden insgesamt drei hochseetüchtige Schiffe gebaut, zunächst die Michail Lomonossow, die im Atlantik eingesetzt wurde. Von ihr aus wurde der Lomonossow-Strom entdeckt, der in einer Tiefe von 50 bis 200 Metern den Äquator entlang von Südamerika nach Afrika fließt. Außerdem wurde ein spezieller nicht-magnetischer Schoner in Dienst gestellt, um das erdmagnetische Feld zu vermessen. Am 30. November 1955 lief die erste sowjetische Antarktis-Expedition aus.

## Die Biologische Station Borok
1951 begutachtete Papanin die biologische Station Borok am Oberlauf der Wolga. Die Station war so heruntergekommen, dass sie entweder aufgelöst oder aber stark aufgewertet werden musste. Kommissarisch übernahm er – zusätzlich zu seinen Aufgaben als Leiter der sowjetischen Meeresexpeditionen – das Amt des Direktors. Hier verbrachte er die nächsten 20 Jahre seines Lebens. 1956 wurde die Station zum Institut für Biologie der Stauseen aufgewertet. Am Beispiel des Rybinsker Stausees und der Wolga wurde das Problem der Überfischung untersucht und Regeln für eine nachhaltige Nutzung aufgestellt. Der Fang während der Laichzeit wurde verboten, Wilderei bekämpft und der Fischfang mit engmaschigen Netzen untersagt. Das Institut wurde zum führenden Forschungszentrum für Süßwasserbiologie in der Sowjetunion und hat eine Schrittmacherrolle im Umweltschutz gespielt. 1972 gab er die Institutsleitung ab.
Iwan Papanin starb 1986 im Alter von 91 Jahren in Moskau.

## Auszeichnungen und Ehrungen
Für seine Leistungen wurde er unter anderem zweimal (1937 und 1940) als Held der Sowjetunion und neunfach mit dem Leninorden geehrt. Ferner erhielt er 1971 den Orden der Oktoberrevolution.
Ein Kap auf der Taimyrhalbinsel und ein Tiefseeberg im Pazifischen Ozean tragen seinen Namen. Hinzu kommen die Papanin-Nunatakker im antarktischen Enderbyland.
2019 erfolgte der Stapellauf eines nach Papanin benannten, kombattanten Eisbrechers, des ersten seiner Klasse.

## Publikationen
- Das Leben auf einer Eisscholle. Ein Tagebuch. SWA, Berlin 1947 (neu aufgelegt unter dem Titel Drift auf der Eisscholle, Leipzig 1970).
- Eis und Flamme: Erinnerungen. Dietz, Berlin 1981 (Originalausgabe: Лёд и пламень. Politisdat, Moskau 1977).